# Klitgården

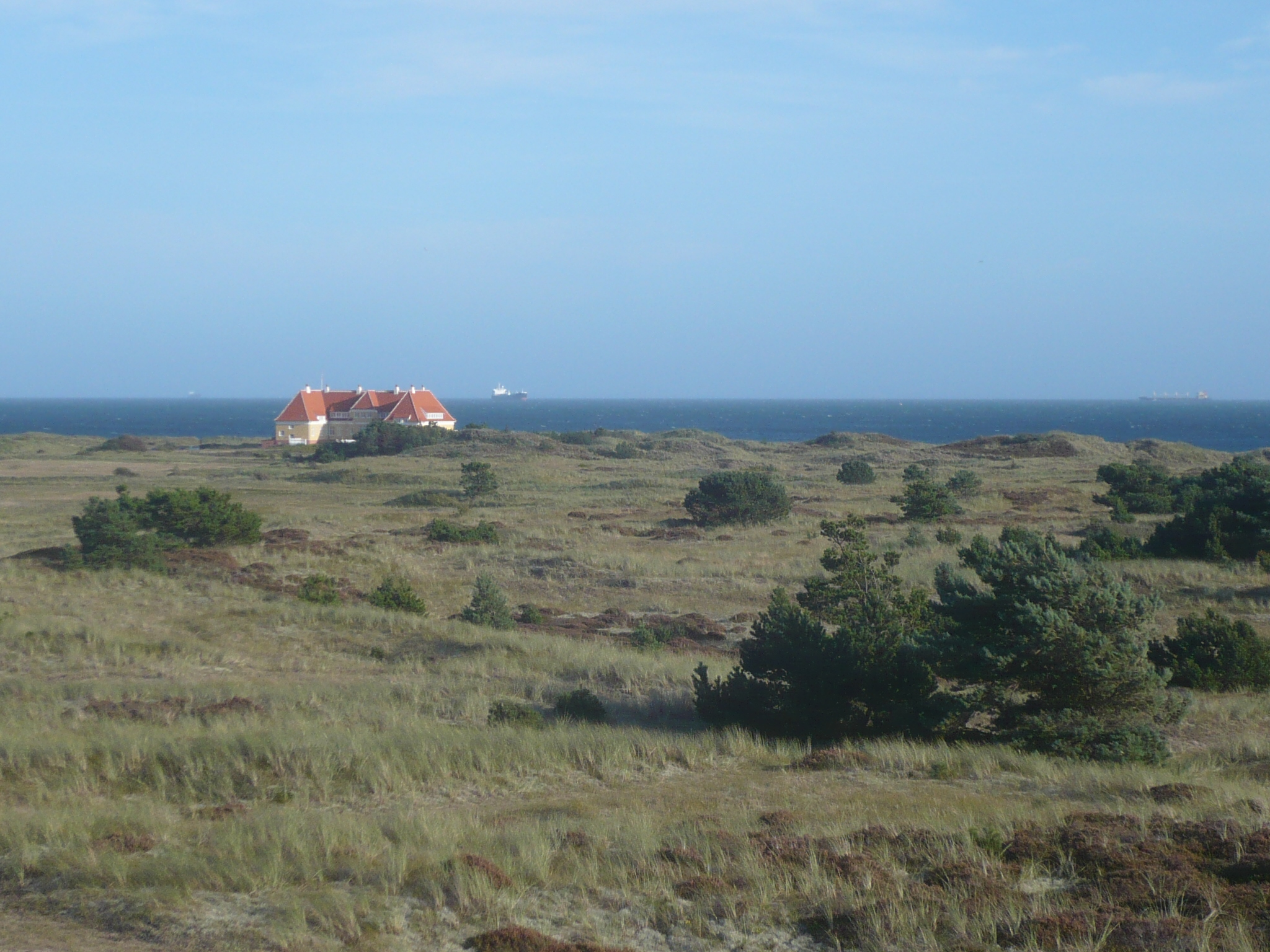
Klitgården

Klitgården (também chamado de Kongevillaen) é uma construção projetada pelo renomado arquiteto Ulrik Plesner, situada ao sul da cidade de Skagen, no extremo norte da Jutlândia, que serviu como residência de verão para o Rei Cristiano X e a Rainha Alexandrina da Dinamarca, com uma área de 48.000 m² voltada para o estreito de Kattegat. Foi concluída em 1914 e, mais tarde, herdada pelo príncipe Knud e sua esposa, a princesa Caroline-Mathilde. Após o falecimento da princesa, em 1995, Klitgården foi vendida e passou a ser um refúgio para artistas e cientistas.